# Johannes Nilsson (byggmästare)

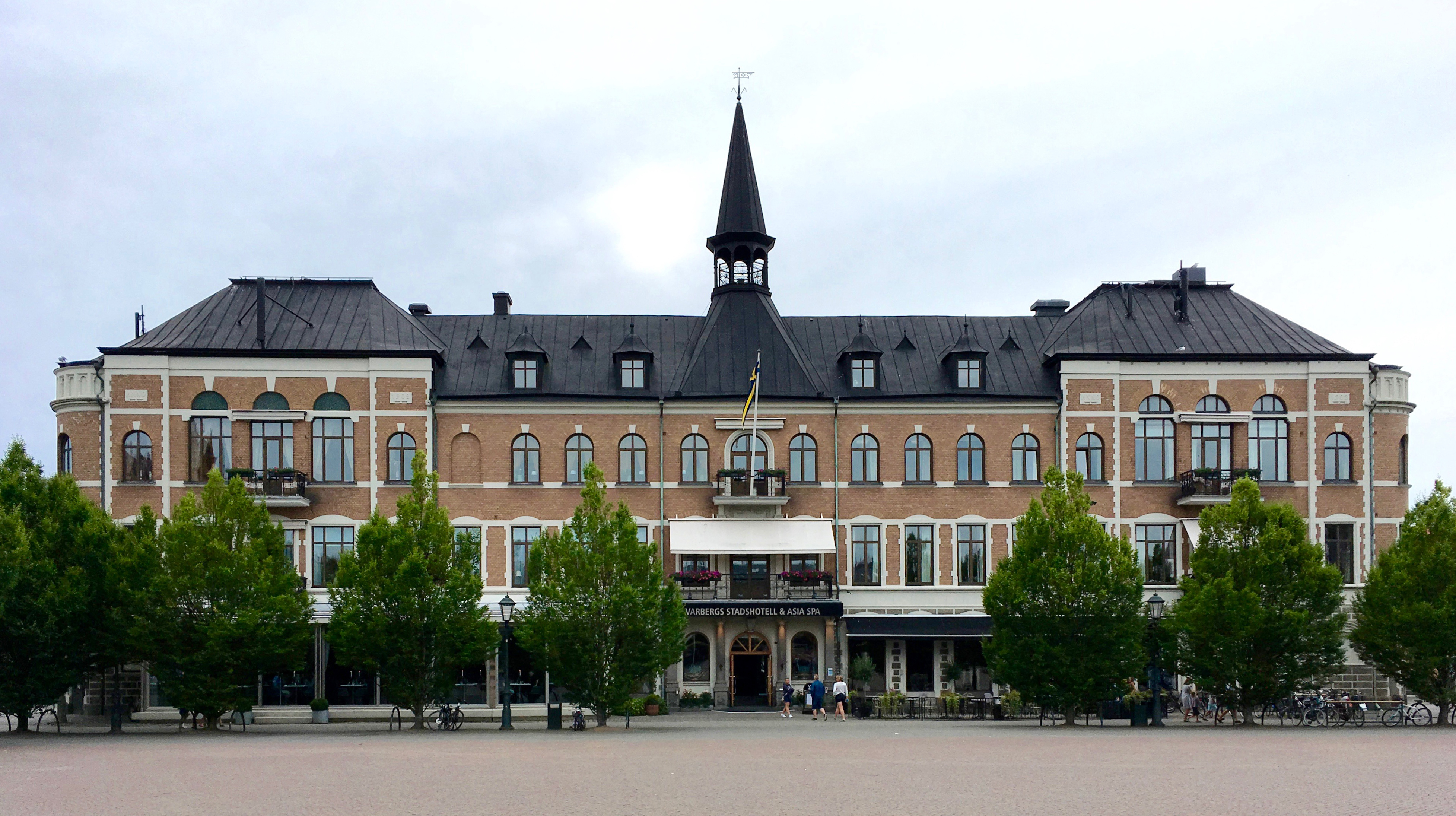
Stadshotellet i Varberg. Uppfördes 1902 som stadshus.

Johannes Nilsson, född 5 oktober 1854 i Fleninge socken i Malmöhus län, död 1 mars 1922 i Varberg, var byggmästare i Varberg och uppförde flera av stadens mest ikoniska byggnader.

## Bakgrund och uppförda byggnader

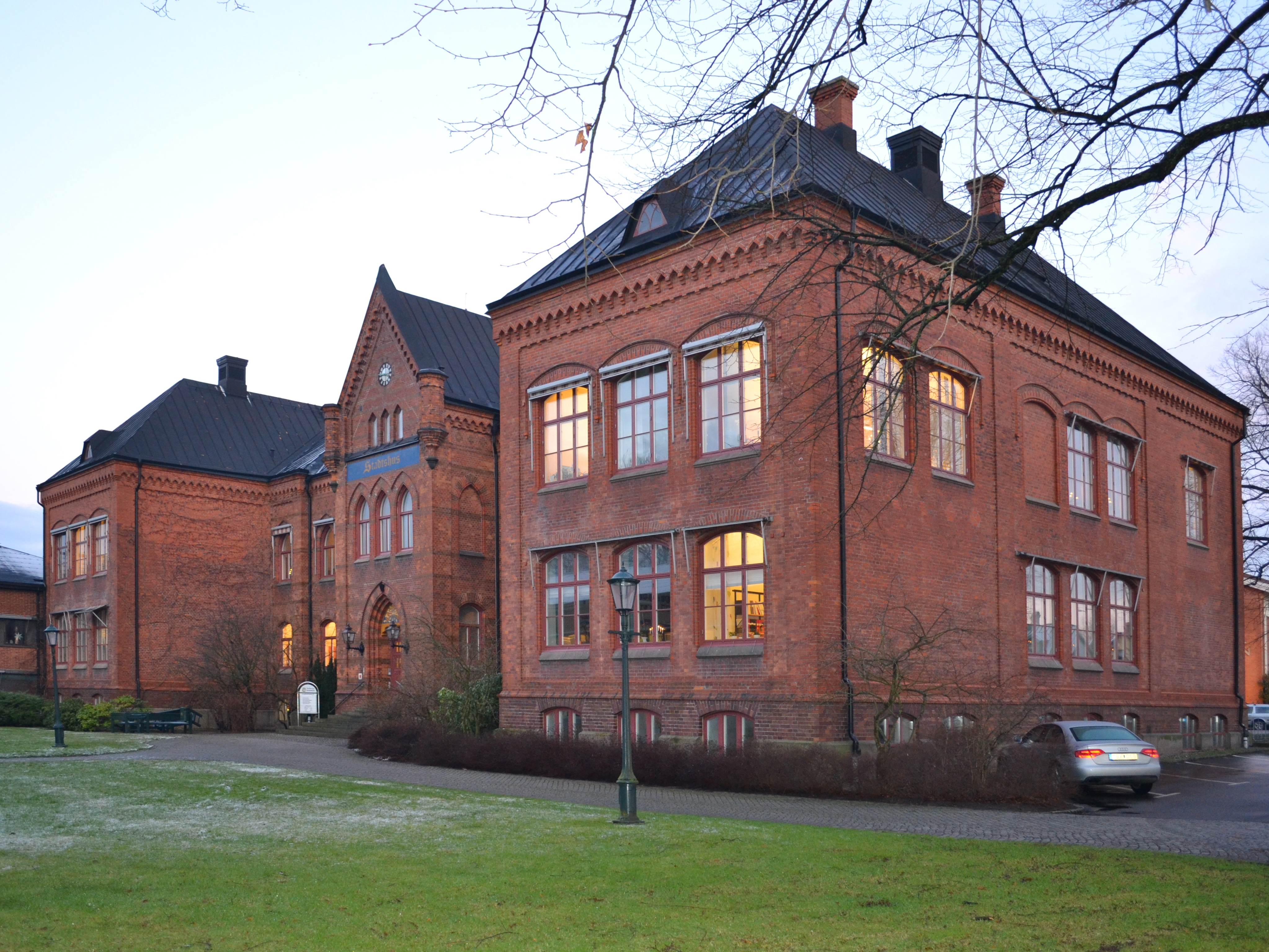
Läroverksbyggnaden i Varberg

Johannes Nilsson flyttade till Varberg efter 10 år i byggbranschen i Helsingborg. I Varberg uppförde han bland annat Läroverket (1894), Sparbankshuset (1898) , Stadshuset/hotellet (1902), Skandinaviska Textilfabriken (1897), Flickskolan (1900) och Södra Folkskolan (Rosenfredsskolan) (1910). Han uppförde även byggnader som senare har rivits, som Gerlachska huset (som förman) och Varbergs (gamla) lasarett (1901).

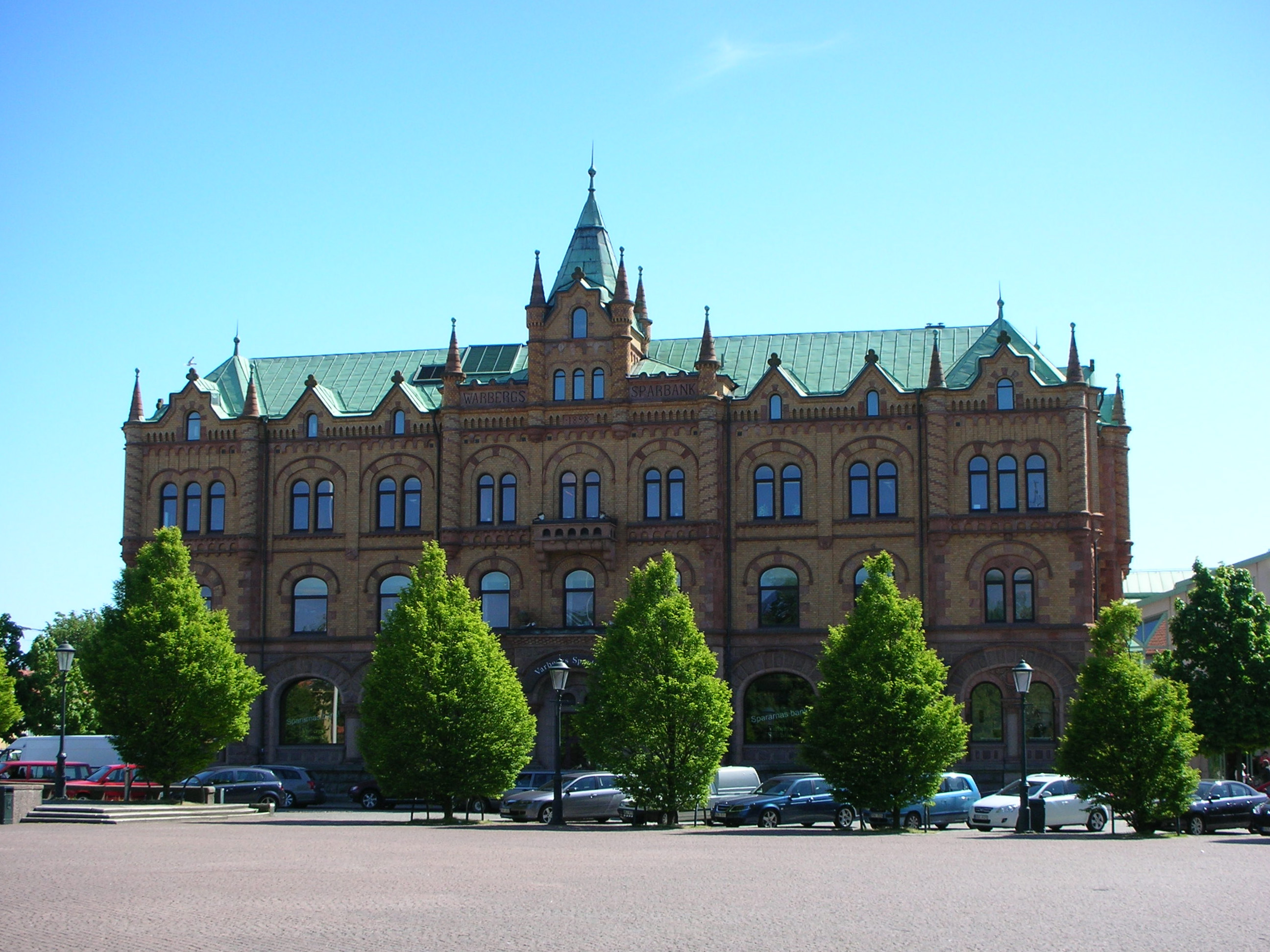
Gamla sparbankshuset Varberg

Nilsson uppskattades av sin samtid för sina många bidrag till Varbergs stad. När han efter uppförandet av tillbyggnad till Läroverket begärde kompensation på 67.750:- på grund av kostnader han åsamkats av skenande lönekostnader under första världskriget, rekommenderade byggnadskommittén bifall. En motivation till detta var Nilssons bidrag till Varberg:
”Under diskussionen omnämndes såsom en sak, vilken ytterligare manade till att ej avvisa byggmästarens anhållan, och det är de stora tjänster, som han i många år gjort detta samhälle genom sin byggnadsverksamhet” 
Nilsson byggde även utanför Varberg. I Falkenberg byggde han bl.a. Tingshuset. Nilsson byggde eller renoverade även ett 20-tal kyrkor i Halland.

## Övrig aktivitet i Varberg
Utöver uppförandet av byggnader hade Johannes Nilsson inflytande på Varbergs utveckling på flera plan. Bland annat var Nilsson ordförande för Varbergs hantverks-och industriidkareförening i runt 20 år. 
Nilsson satt även i Stadsfullmäktige i Varberg i 22 år, där största delen spenderades som ledamot i Drätselkammaren. När Johannes Nilsson dog, den 1 mars 1922, förekom en parentation i stadsfullmäktige som bland annat förde upp att: 
” […]slutpunkten satts för ett synnerligen verksamt liv. Vi känna alla till de minnesmärken den avlidne rest efter sig i vårt samhälle. De flesta offentliga som enskilda byggnader, som tillkommit under de senaste årtiondena hava uppförts under hans ledning och ansvar. Men även utanför vårt samhälle åtnjöt byggmästare Nilsson ett stort förtroende. Han har haft uppdrag att utföra en hel rad av offentliga byggnader runt om i trakten och även till våra grannländer sträckte sig hans verksamhet. Byggmästare Nilsson åtnjöt ett stort förtroende, men han svarade också däremot. […] Jag tror förvisso, att detta samhälle, vars utveckling han i så hög grad främjat, sent skall glömma det uppoffrande arbete och intresse för städse ådagalagt till vårt samhälles bästa. Frid över hans minne.”